# Electric (Pet Shop Boys)
Electric è il dodicesimo album in studio del gruppo musicale britannico Pet Shop Boys, pubblicato il 15 luglio 2013 dalla x2, etichetta discografica indipendente fondata dal duo che si appoggia all'etichetta tedesca Kobalt Label Services.
Il disco, oltre a rappresentare un forte ritorno alle sonorità dance che hanno reso il duo famoso in tutto il mondo, è l'album che ha ottenuto il maggior numero di giudizi positivi sia dai critici stimati che dai fan stessi. Tale successo è stato coronato anche dal suo ingresso al terzo posto nella classifica britannica degli album, il più alto per un album in studio dei Pet Shop Boys dai tempi di Very (1993), con le sue 17 715 copie vendute nella sua prima settimana.
In tutto il mondo Electric fu un ennesimo successo planetario per i Pet Shop Boys: vendite e posizioni in classifica sono tutte fra le più alte sin dai tempi di Very a distanza di venti anni (1993). Anche negli Stati Uniti d'America Electric sancisce un forte ritorno alla popolarità dei Pet Shop Boys dove con le sue 11 000 copie vendute nella sua prima settimana il disco si piazzò alla posizione 26 della classifica nazionale degli album.

## Antefatti
Ancor prima della pubblicazione di Elysium, e maggiormente dopo i bassi piazzamenti in classifica dei suoi singoli, inizia a circolare fra i fan l'indiscrezione secondo cui i Pet Shop Boys avrebbero scritto e completato un altro album, decisamente dance, e che lo avrebbero pubblicato nel mese di aprile 2013. La voce venne alimentata a gennaio 2013 sul periodico Literally dei Pet Shop Boys, dove Neil Tennant affermò che l'album sarebbe stato pubblicato "ancor prima di quanto possiate pensare" per poi essere confermata il 14 marzo 2013 sul sito di Music Week dove venne anche pubblicata la notizia che il duo ha abbandonato la Parlophone come etichetta discografica dopo i suoi 28 anni di contratto e hanno subito firmato con l'etichetta tedesca Kobalt Label Services un contratto che prevedeva per giugno 2013 l'uscita del loro nuovo album intitolato Electric. Nello stesso giorno la notizia venne confermata sul sito ufficiale dei Pet Shop Boys con un comunicato in cui Tennant e Chris Lowe dichiararono di essere "grandemente fieri del nuovo album e onorati di lavorare in collaborazione con la Kobalt..è una nuova fase per noi e ringraziamo la Parlophone e il suo staff per questi meravigliosi 28 anni trascorsi insieme." Con il comunicato dei Pet Shop Boys venne allegata un'anteprima del disco, un breve trailer della durata di 44 secondi su YouTube. Poco dopo venne annunciato sul sito ufficiale dei Pet Shop Boys che Electric sarebbe stato pubblicato attraverso la propria etichetta discografica x2, la quale si appoggia alla già citata Kobalt Label Services.

## Produzione
L'album fu scritto nel corso del 2012 in contemporanea con Elysium, ma venne prodotto e registrato l'anno successivo; con la produzione affidata a Stuart Price, stretto collaboratore del duo a partire dal 2009 (vedi Christmas), l'album si differenzia dagli ultimi lavori del duo per la sua forte impronta dance. In un'intervista, Neil Tennant dichiarò che Electric sarebbe stato il primo di una trilogia di album prodotta da Price, novità nella carriera dei Pet Shop Boys.
I dettagli dell'album, incluso la sua copertina e tracce, sono stati rivelati il 30 aprile 2013 sul sito del gruppo. Nel comunicato i Pet Shop Boys annunciano che la data di uscita, originariamente fissata per giugno, sarebbe stata posticipata e confermata al 15 luglio (per poter includere il brano Fluorescent). Fra le varie tracce vi è anche una collaborazione con il rapper britannico Example nella canzone Thursday, prima collaborazione dai tempi di Nightlife del 1999, in cui Kylie Minogue partecipò al brano In Denial.

Sull'impronta dance dell'album, Neil Tennant ha commentato: 

### Singoli
Dopo l'anteprima del disco pubblicata su YouTube il 14 marzo 2013, il 1º maggio viene pubblicato digitalmente il brano Axis, il quale entra nella classifica britannica dei singoli piazzandosi al 196º posto fra i singoli più venduti. Con l'approssimarsi del 15 luglio, data di pubblicazione dell'album, attraverso il loro sito ufficiale i Pet Shop Boys pubblicano alcune anteprime dei brani inclusi nell'album (prima su tutte è Fluorescent il 29 maggio).
Il 30 maggio, invece, viene trasmessa la versione strumentale di Vocal come brano di apertura del programma radiofonico A State of Trance, condotto da Armin van Buuren. Successivamente Vocal ricevette la prima trasmissione radiofonica nella serata del 1º giugno nel programma Dance Years, condotto dal DJ Dave Pearce su BBC Radio 2. Il singolo è stato pubblicato il 3 giugno inizialmente sull'iTunes Store e successivamente pubblicato anche nel formato fisico il 29 luglio.
Il 22 luglio è stato annunciato che il successivo singolo sarebbe stato Love Is a Bourgeois Construct, la cui pubblicazione (inizialmente fissata al 2 settembre) è avvenuta il 1º settembre. Il singolo contiene alcuni remix e due b-side inedite, Entschuldigung! e Get It Online. Il 30 settembre è stata annunciata la pubblicazione del quarto singolo Thursday, uscito il 4 novembre. Anche per questo singolo, oltre a vari remix, sono state incluse due b-side inedite, No More Ballads e Odd Man Out.
Il 19 aprile 2014, in occasione del Record Store Day, il duo ha pubblicato in tiratura limitata il quinto singolo Fluorescent.

## Accoglienza
Già dalla anteprima di 44 secondi su YouTube del brano Axis, le critiche furono positive per "un forte risveglio ed un grande ritorno alle radici dance dei Pet Shop Boys" dopo le sonorità eleganti di Elysium. The Quietus elogia grandemente Electric definendolo un "disco enormemente godibile sulla pista da ballo [...] che vede Tennant, Lowe e Price rivisitare il loro immenso amore per la club-cultura". Idolator vede le nove tracce di Electric come "numeri sperimentali di musica dance che richiamano lo stile di Relentless (che i Pet Shop Boys pubblicarono nel 1993) uniti a delle gemme segrete composte nella loro Please-Actually era". Chart Rigger definisce Electric un "album vero e proprio, uno di quelli che si vogliono ascoltare in continuazione e che alla sua fine ci fa lamentare che è già finito..e pertanto si continua a riascoltare". Con 5 stelle su 5 il quotidiano The Daily Telegraph elogia Electric includendolo fra i due album più eccitanti dell'anno (insieme all'album dei Daft Punk Random Access Memories) commentando "i Pet Shop Boys si muovono più in là, prendendo i loro sintetizzatori retro in una valorosa nuova era digitale". Sempre in madrepatria The Guardian premia con 4 stelle su 5 Electric affermando: "Elysium poteva essere perfettamente interpretato come un definitivo addio dei Pet Shop Boys alla scena musicale...ma sin dalla danzereccia Axis i Pet Shop Boys portano in Electric una forte energia su un ambiente decisamente diverso, la pista da ballo". Fra tutti i brani inclusi in Electric, viene elogiato particolarmente Love Is a Bourgeois Construct, definita come "una dei più grandi brani della ormai trentennale carriera del gruppo".

## Tour
L'Electric Tour fece il suo debutto in Messico il 22 marzo a Veracruz. Ad ogni modo si trattò più di una anteprima del tour giacché il vero e proprio tour iniziò il 13 maggio in Cile a Santiago e farà il giro dell'America, dell'Europa e dell'Asia.

## Tracce
Testi e musiche di Neil Tennant e Chris Lowe, eccetto dove indicato.
1. Axis – 5:32
2. Bolshy – 5:44
3. Love Is a Bourgeois Construct – 6:41 (Neil Tennant, Chris Lowe, Henry Purcell)
4. Fluorescent – 6:14
5. Inside a Dream – 5:37
6. The Last to Die – 4:12 – originariamente interpretata da Bruce Springsteen
7. Shouting in the Evening – 3:36
8. Thursday (featuring Example) – 5:02 (Neil Tennant, Chris Lowe, Elliot Gleave)
9. Vocal – 6:34

Tracce bonus nell'edizione giapponese
1. Axis (Boys Noize Remix) – 4:10
2. Axis (Boys Noize Dub Remix) – 4:10

## Formazione
- Neil Tennant – voce
- Chris Lowe – programmazione
- Stuart Price – produzione, ingegneria del suono, programmazione aggiuntiva, missaggio, voce aggiuntiva (traccia 3)
- Brian Gardner – mastering
- Andy Crookston – voce aggiuntiva (traccia 3)
- Pete Gleadall – voce aggiuntiva e relativa registrazione (traccia 3), ingegneria e programmazione aggiuntiva (tracce 3, 6 e 9)
- Luke Halls – voce aggiuntiva (traccia 3)
- Adam Blake – battimani (traccia 5)
- Example – voce (traccia 8)
- Jessica Freedman – voce aggiuntiva (traccia 8)
- Katahrine Anne Hoye – voce aggiuntiva (traccia 8)

## Classifiche
| Classifica (2013)              | Posizione massima |
| ------------------------------ | ----------------- |
| Australia                      | 24                |
| Austria                        | 13                |
| Belgio (Fiandre)               | 25                |
| Belgio (Vallonia)              | 20                |
| Danimarca                      | 2                 |
| Finlandia                      | 5                 |
| Francia                        | 34                |
| Germania                       | 3                 |
| Hong Kong                      | 4                 |
| Irlanda                        | 18                |
| Italia                         | 37                |
| Norvegia                       | 1                 |
| Paesi Bassi                    | 15                |
| Polonia                        | 50                |
| Regno Unito                    | 3                 |
| Regno Unito (independent)      | 1                 |
| Regno Unito (record store)     | 1                 |
| Repubblica Ceca                | 4                 |
| Spagna                         | 5                 |
| Stati Uniti                    | 26                |
| Stati Uniti (dance/electronic) | 2                 |
| Svezia                         | 11                |
| Svizzera                       | 6                 |